# Entedon thomsonianus
Entedon thomsonianus is een vliesvleugelig insect uit de familie Eulophidae. De wetenschappelijke naam is voor het eerst geldig gepubliceerd in 1944 door Erdös.